# Bakteriální vadnutí rajčete

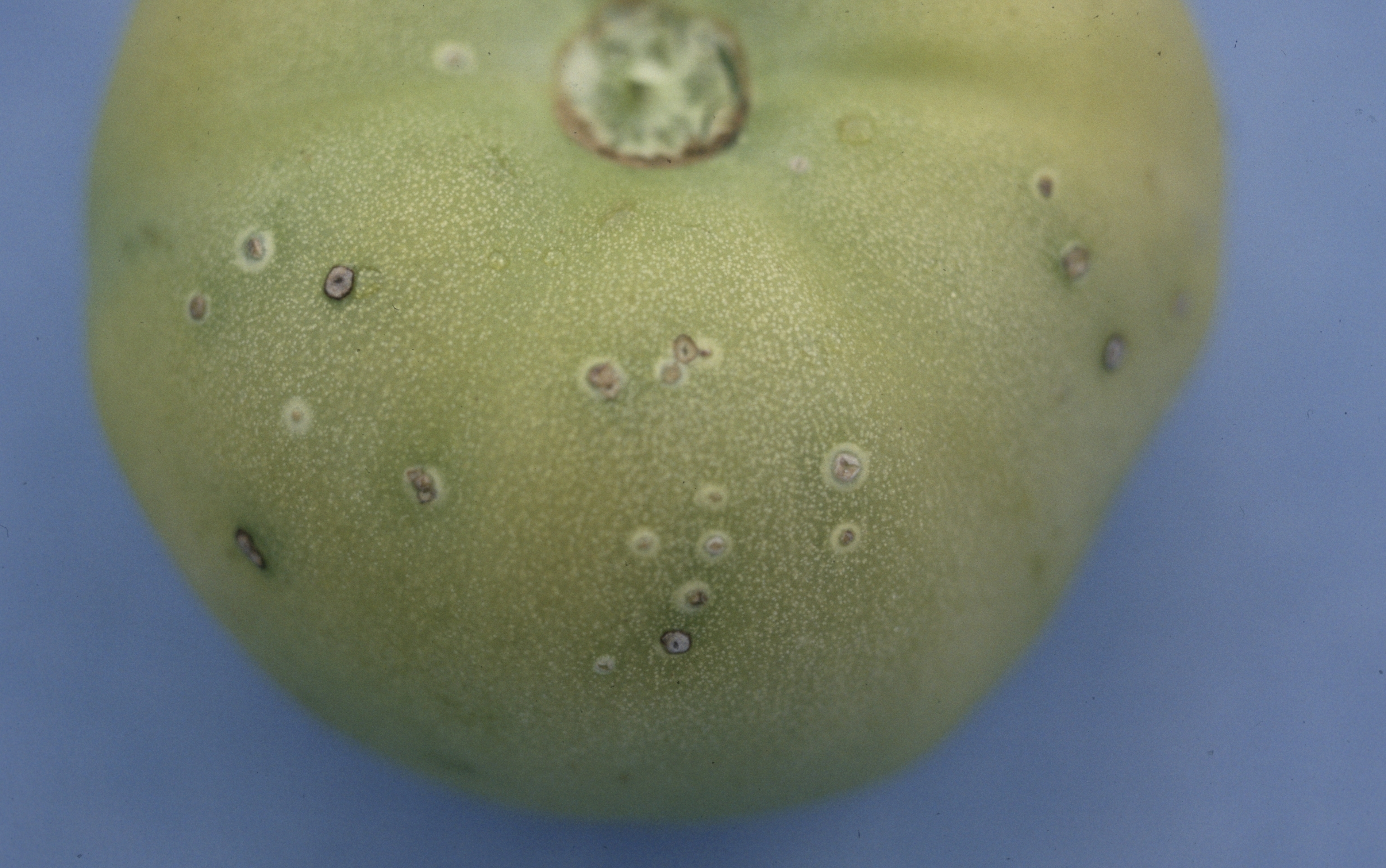
Příznaky napadení bakteriálním vadnutím rajčete Clavibacter michiganensis na rajském jablku, tzv. ptačí oko.

Bakteriální vadnutí rajčete je bakteriální choroba způsobená bakterií Clavibacter michiganensis subsp. michiganensis (označovaná Cmm). Nejtypičtějším příznakem je náhlé vadnutí a později usychání jednotlivých listových úkrojků na jedné straně listové čepele obvykle u spodních listů rajčete. Choroba napadá většinu lilkovitých rostlin. Šíří se především osivem, ale i při agrotechnických operacích, rostlinnými zbytky nebo hydroponickými roztoky. Do rostlin bakterie pronikají v místech poranění, průduchy a lenticelami. Jedná se o velmi závažnou chorobu. 
Původce bakteriálního vadnutí rajčete je škodlivým organismem, jehož zavlékání a šíření na území Evropských společenství, a tedy i České republiky, je zakázáno, a pokud se vyskytuje na rostlinách rajčete určených k pěstování (včetně osiva), nařizuje Státní rostlinolékařská správa opatření k jeho eradikaci nebo k zabránění jeho dalšího šíření. 

## Význam
Choroba vyvolaná touto bakterií, tzv. bakteriální vadnutí rajčete, může být velmi závažná a může být příčinou významných ztrát na výnosech v pěstitelských oblastech rajčat. Ztráty na výnosech se mohou pohybovat od 10–70 %, neboť škodlivost původce je proměnlivá v závislosti na ročníku, zdroji infekce a také na provedených pěstitelských opatřeních. Postiženy bývají zejména skleníkové, v menší míře i polní porosty rajčat. 

## Výskyt
Bakterie Clavibacter michiganensis je jako původce bakteriálního vadnutí rajčete známa teprve od roku 1910, kdy byla poprvé zaznamenána E. F. Smithem ve státě Michigan, USA. Později se choroba začala šířit do dalších oblastí Severní, Střední a Jižní Ameriky. Postupně bakterie pronikala na další kontinenty. V současné době se bakterie Clavibacter michiganensis vyskytuje ve všech hlavních produkčních oblastech rajčat v Evropě, Asii, Americe i Austrálii.

### Výskyt v Evropě
V Evropě je znám výskyt z Běloruska, Belgie, Bulharska, České republiky, Francie, Irska, Itálie, Kypru, Litvy, Maďarska, Německa, Nizozemska, Norska, Polska, Portugalska, Rakouska, Rumunska, Ruska, Slovinska, Španělska, Švýcarska, Řecka a Velké Británie. 

### Výskyt v Česku
Bakteriální vadnutí rajčete patří v ČR k nejrozšířenějším chorobám tyčkových rajčat. Nejvyšší škodlivost způsobuje onemocnění v oblastech jejich intenzivního pěstování na Jižní Moravě, a to na Znojemsku a Břeclavsku, na střední Moravě na Prostějovsku a ve středních Čechách na Staro Boleslavsku a Mlado Boleslavsku.

## Příznaky
Napadení původcem choroby se projevují zakrslostí, vadnutím a někdy i odumřením systémově infikovaných rostlin a nekrózami na listech i plodech vyvolanými nejčastěji sekundární infekcí. Bakterie Clavibacter michiganensis je přenosná i osivem. 
V literatuře se uvádějí tyto rozlišovací diagnostické znaky pro bakteriální vadnutí rajčete:
- nepravidelné jednostranné vadnutí listů, vadnutí rostliny
- žluté až černé pruhy na stoncích a řapících
- jizvy a prasklinky na stoncích, řapících a listových žilkách
- žluté až hnědé zabarvení cévních svazků a okolních pletiv a dutiny uvnitř dřeně stonku
- okrajové nekrózy listů různé šíře, připomínají často nekrózy V typu
- skvrnitost plodů typu „ptačí oko“
- hnědá pupínkovitá skvrnitost na květních stopkách (ojediněle)
- puchýřovitost listů (ojediněle)
- při velmi silné infekci přítomnost nažloutlého bakteriálního slizu, který může být vymačkán z infikovaných částí stonku
- ulpívání infikovaných řapíků a listů na stonku
- tvorba adventivních kořenů na stonku (silně při infekci bakterií Pseudomonas corrugata). [2]

Nejdříve vadnou jednotlivé lístky a to často jen na jedné polovině listu (tzv. unilaterální vadnutí. Následuje vadnutí a usychání. Cévní pletiva jsou ztmavlá a ze silně infikovaných stonků může být vymačkán žlutý sliz. Zežloutnutí až zhnědnutí cévních svazků . Na plodech se mohou vyvinout poměrně malé slabě vyvýšené skvrny se světle hnědým středem a drsným povrchem, obvykle obklopené vodnatým bílým halo (3–6 mm v průměru), tzv. ptačí oko. Mladé nezralé plody mohou být zakrnělé a deformované. Na příčném řezu systémově napadeným plodem žluté až hnědé svazky cévní.

## Hostitel
Hospodářsky nejvýznamnějším hostitelem je rajče (Lycopersicon esculentum), ale patogen byl zaznamenán i na jiných druzích rodu Lycopersicon, dále na paprice (Capsicum annuum) a na divoce rostoucích rostlinách Solanum douglasii, S. nigrum a S. triflorum. Přirozeným hostitelem je také Nicotiana glutinosa. Některé rostliny mohou sloužit jako rezervoár pro epifytické přežívání bakterie (například Datura stramonium, Chenopodium album, Amaranthus retroflexus). 

## Popis
Clavibacter michiganensis subsp. michiganensis je grampozitivní aerobní bakterie, která je obávaným fytopatogenním mikroorganismem vyskytujícím se zejména na rajčatech. 

### Možnost záměny
Tato choroba vytváří řadu symptomů, z nichž některé mohou být zaměňovány se symptomy jiných chorob.
Přesné rozlišení původce choroby je někdy komplikované, neboť projevy popsaných příznaků nebývají vždy jednoznačné a ve většině případů lze konkrétního patogena spolehlivě určit pouze v laboratoři. Diferenciální diagnóza chorob rajčete ve vztahu k Clavibacter michiganensis je významná zejména u těchto patogenů: Fusarium oxysporum f.sp. lycopersici, Verticillium dahliae a Pseudomonas corrugata. Chorobu lze zaměnit také s příznaky, které nejsou parazitárního původu. Tvorba bakteriálního exudátu patří mezi nejspolehlivější ukazatele výskytu bakteriálního původce onemocnění. 

## Rozšiřování
Patogen se šíří semeny nebo latentně infikovanými sazenicemi. Zdrojem infekce mohou být i plevelné hostitelské rostliny čeledi lilkovitých. 

## Identifikace
Na živném médiu např. na masopeptonovém agaru s glukózou (MPA) se kolonie bakterie o velikosti 1 mm objevují za 4–5 dní, za 7–8 dní dosahují velikosti 2–3 mm. Na MPA jsou kolonie kruhovité, vystouplé, lesklé, zpočátku světlejší, později krémově žluté.
Pro test hypersenzitivity a zjišťování virulence podezřelých izolátů je vhodnou testovací rostlinou nocenka (Mirabilis jalapa). 

## Ochrana rostlin
V porostu rajčat se může bakteriální vadnutí rajčete rychle šířit a chorobu je obtížné potlačovat kvůli nedostatku účinných chemických přípravků. Při regulaci škodlivosti této choroby se v první řadě klade důraz na preventivní opatření. 

### Rezistence
V současnosti není dostupná žádná odrůda rajčat rezistentní k původci choroby.

### Chemická ochrana
V rámci chemické ochrany mají relativně dobrý baktericidní účinek přípravky na bázi mědi, cínu a dialkyldithiokarbamidany (např. Thiram – TMTD). Bakterie uvnitř listů a v trhlinách na povrchu listu jsou však rostlinným pletivem chráněny. Rezistence patogena k používaným měďnatým preparátům se šíří. Zatím nejsilnější antimikrobiální účinek proti Clavibacter michiganensis in vitro prokázaly rostlinné esenciální oleje z oregana, dobromysli obecné a tymiánu obecného. 

### Prevence
Doporučuje se například máčení semen ve vodě teplé 56 °C po dobu 30 minut, které nesnižuje klíčivost semen. Osvědčilo se také ponoření semen do 0,5% roztoku chlornanu sodného na 10 minut. Doporučena je dezinfekce rukou, nářadí, konstrukcí, likvidace napadených rostlin a rostlinných zbytků. Rostliny ve stresu jsou náchylnější k chorobám.